# Christian Fædder
Christian Fædder (7. oktober 1712 i Horsens – 7. april 1793 i København) var borgmester i København.
Hans fader hed Jørgen Fædder; hans moder, Maren f. Høyer, havde første gang været gift med Christian Fischer til Lavindsgård. Fædder kom i sin ungdom til København som tjener hos to unge mennesker, der gav ham lejlighed til at "lægge sig efter Pennen", og siden blev han kgl. lakaj, hvortil den omstændighed formodentlig bidrog, at hans halvbroder Mauritz Fischer var kgl. livkarl. 1745 blev han hoffourér, 1746 hofskriver og ved grev A.G. Moltkes indflydelse 1749 viceborgmester i København. Som medlem af Magistraten blev han 1757 en af direktørerne for Det Kongelige Teater, til hvis styrelse han var aldeles uskikket, så man blev nødt til at lade ham trække sig tilbage 1762, efter at hans forhold havde fremkaldt flere skandaler, ikke mindst på grund af hans elskovsforbindelser med flere af det kvindelige personale. Fædder protegerede bl.a. et italiensk danserpar, Antonio Como og hans hustru; hun var aldeles åbenlyst Fædders mætresse.
Som borgmester afskedigedes han med den øvrige magistrat af Struensee, men efter dennes fald blev han politimester 1772 med løfte om at blive virkelig borgmester, når hans alder forbød ham længere at varetage politimesterembedet, hvilket skete 1788. Han døde som borgmester 7. april 1793, efter at han allerede 1776 var blevet udnævnt til konferensråd. Han var blevet virkelig justitsråd 1758, etatsråd 1768 og virkelig etatsråd 1773.
11. maj 1746 havde han ægtet Johanna Maria van Osten, (begravet 16. juli 1759 i København), datter af stadskaptajn, vinhandler Jan van Osten (død 1760) og Sara Gotbersdatter (død 1749).
Fædder er et eksempel på ældre tiders ubehagelige embedsmænd. Han skildres som lige så ydmyg og indsmigrende over for overordnede som hoven og opblæst imod undergivne. Som den, der intet havde lært, og derfor måtte være på sin post over for andre, udtalte han altid med største selvtillid sin dom om hvilket som helst emne og affærdigede andres meninger i en ringeagtende tone. Den opblæste og bydende måde, hvorpaa han optrådte i sin embedsstilling, gjorde ham almindelig forhadt, hvorfor han også blev genstand for hån i satiriske blade. Særlig ilde omtalt er hans forhold til litteraturen under Guldbergs ministerium, for pressefriheden efter 1773 var reelt udleveret til Fædders vilkårlighed, idet han kunne afsige straffedomme (med bøder indtil 200 Rdl.), der ikke kunne appelleres, over forfattere og bogtrykkere. Rasmus Nyerup karakteriserer perioden således: "Politimester Fædder var Censor og Statssekretæren (Guldberg) Overcensor, og nu blev Tænke-, Tale- og Samvittighedsfrihed lænkebundne. Gammeltorv, hvor Fædder i Højsædet med et Nik kunde ryste det danske Parnas, fortjente med rette sit Navn af Geniets Gehenna." Det er beskæmmende, at magthaverne, især Guldberg, har sat så stor pris på en mand som Fædder, hvis "fuldstændige Uduelighed" A.P. Bernstorff har karakteriseret med følgende ord: "At lade ham have afgørende Myndighed var som at give et fireaars Barn en Kniv i Haanden".
Det eneste forsonende træk i hans karakter er, at han testamenterede sin formue til Nicolai Fattigskole. Han og hustruen er begravet i Nikolaj Kirke.
Der findes et portrætmaleri af ham i Københavns Museum. Desuden et satirisk blad af Georg Christian Schule 1787 i anledning af Philosophgade-Fejden og af Winding De forrige Tiders Smag og Drengen fra samme år.